# Oedosmylus sclerotus
Oedosmylus sclerotus är en insektsart som beskrevs av Tim R. New 1990. Oedosmylus sclerotus ingår i släktet Oedosmylus och familjen vattenrovsländor. Inga underarter finns listade i Catalogue of Life.